# لاسارته
لاسارته (اسپانیایی: Lasarte‎) رستورانی در شهر بارسلون اسپانیا است. این رستوران از سال ۲۰۱۶ تا کنون سه ستارهٔ میشلن دارد.